# Saint-Symphorien-de-Lay
Saint-Symphorien-de-Lay este o comună în departamentul Loire din sud-estul Franței. În 2009 avea o populație de 1.754 de locuitori.

## Evoluția populației
| An        | 1975  | 1982  | 1990  | 1999  | 2006  | 2009  |
| --------- | ----- | ----- | ----- | ----- | ----- | ----- |
| Populație | 1.549 | 1.544 | 1.489 | 1.427 | 1.672 | 1.754 |